# Août 1917 (guerre mondiale)
Juillet 1917 - août 1917 - Septembre 1917
Le mois d’août 1917 marque le troisième anniversaire du déclenchement du conflit. Au terme de trois années de combat, le basculement stratégique du conflit en faveur des Alliés n'a pas encore fait sentir tous ses effets. En dépit de ce basculement stratégique, la position centrale du Reich et de ses alliés, ainsi que la fin des grandes opérations sur le front de l'Est, permettent aux puissances centrales d'espérer de ne pas essuyer de défaite globale dans le conflit. En dépit d'une situation militaire globale permettant au Reich et à ses alliés de résister aux initiatives alliées, le blocus allié se fait sentir sur les économies des puissances centrales, mettant à mal le ravitaillement des civils et, dans une certaine mesure, des militaires. Les Alliés ne sont pas encore, à ce stade du conflit, en situation de bénéficier du basculement stratégique de l'année précédente : l'armée française sort d'une crise morale de grande ampleur, ce qui a poussé le commandement à modifier sa doctrine stratégique, les unités britanniques sont engagées dans une gigantesque bataille d'usure dans les Flandres, les Américains n'ont pas encore déployé d'unités sur le front occidental, tandis que l'armée russe sort épuisé de sa dernière action offensive d'envergure du conflit. Dans ce contexte d'épuisement général des belligérants, la publication de la note pontificale le 1er août ouvre une période de grande activité diplomatique, les puissances centrales multipliant les concertations en leur sein pour définir une position commune face à cette initiative.

## Évènements

### 1eraoût
- Publication de la note pontificale du pape Benoît XV appelant à une paix blanche entre les belligérants[1].
- Conférence de Vienne : les négociateurs allemands et leurs homologues austro-hongrois ne parviennent pas à un accord sur le partage des conquêtes de la quadruplice[2].
- Dans le cadre du Plan Hindenburg, 1 900 000 soldats sont démobilisés dans le Reich : ces ouvriers qualifiés sont employés dans l'industrie pour atteindre les objectifs de production fixés pour l'année 1917[3]

### 2 août

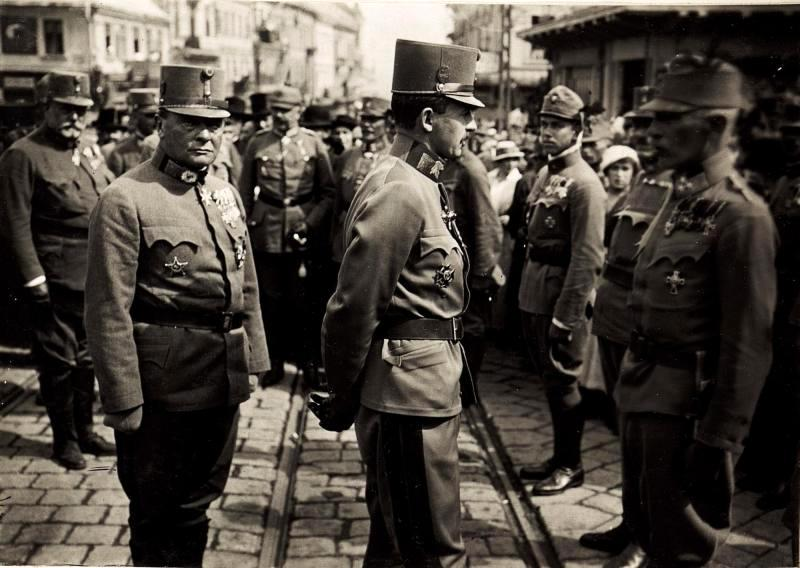
Charles Ier d'Autriche se rend à Czernowitz le 6 août 1917, après la prise de la ville.

- Reconquête de Czernowitz par les unités germano-austro-hongroises[4].
- Déclenchement de grève des ouvriers de l'usine de munitions de Wöllersdof, en Autriche. Les revendications portent sur la hausse des rations alimentaires et sur l'ouverture de négociations de paix avec les Alliés[5].

### 3 août

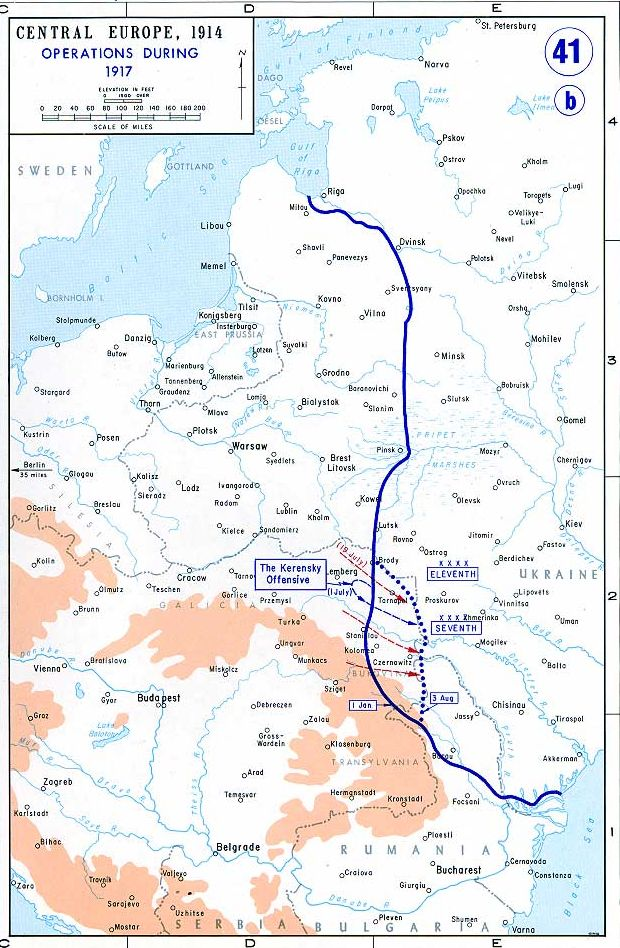
Le front de l'Est en 1917 : au début du mois, les troupes russes sont repoussées au-delà de leurs lignes de départ.

- Fin des opérations germano-austro-hongroises en Galicie[6].

### 5 août
- Accord sino-austro-hongrois, visant à maintenir en Chine l'unique concession austro-hongroise en Chine, alors menacée par les coups de main lancés par les unités franco-anglaises déployées sur place et par la mutinerie de Josef Goenert, marin hongrois, suivi par une vingtaine de soldats austro-hongrois[7].

### 6 août
- Déclenchement des attaques germano-austro-hongroises contre Marasesti, se soldant par une victoire défensive roumaine au terme de cinq semaines de combat[8].
- Démission d'Arthur Zimmermann, secrétaire d'État du Reich aux Affaires étrangères, affaibli par la publication du télégramme qui propose au Mexique des portions du territoire américain en échange de son entrée en guerre aux côtés des puissances centrales. Richard von Kühlmann le remplace[9].

### 8 août
- Conférence de Salonique : les militaires britanniques informent leurs homologues alliés du redéploiement de 2 divisions britanniques engagées dans les Balkans vers la Palestine[10].

### 9 août

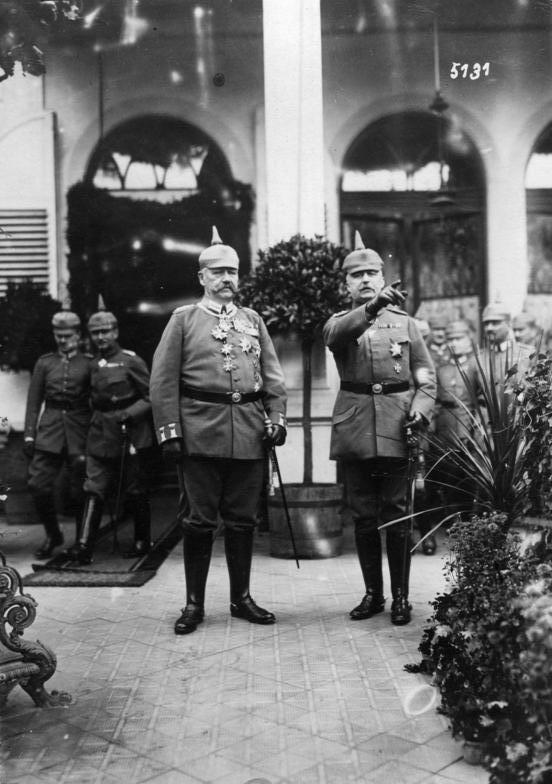
Paul von Hindenburg et Erich Ludendorff à Kreuznach, alors siège du haut-commandement allemand, le 2 octobre 1917.

- Conférence de Kreuznach : lors de sa première rencontre avec les Dioscures, Paul von Hindenburg et Erich Ludendorff, depuis sa nomination le 14 juillet 1917, Georg Michaelis, nouveau chancelier du Reich, accepte les termes du Procès-verbal de la conférence de Kreuznach du 23 avril précédent[11].

### 14 août
- Expiration du bail de la concession austro-hongroise à Tien-Tsin[12].
- Déclaration de guerre de la république de Chine au Reich et à l'Autriche-Hongrie. La concession austro-hongroise est rétrocédée à la Chine, conformément aux dispositions prévues en 1901 : le sort des soldats austro-hongrois est fixé au terme d'une négociation entre le consul austro-hongrois de Tien-Tsin et les autorités chinoises[12].
- Conférence de Berlin : Ottokar Czernin tente d'imposer à ses interlocuteurs allemands l'ouverture de négociations de paix avec les Alliés[13].

### 15 août

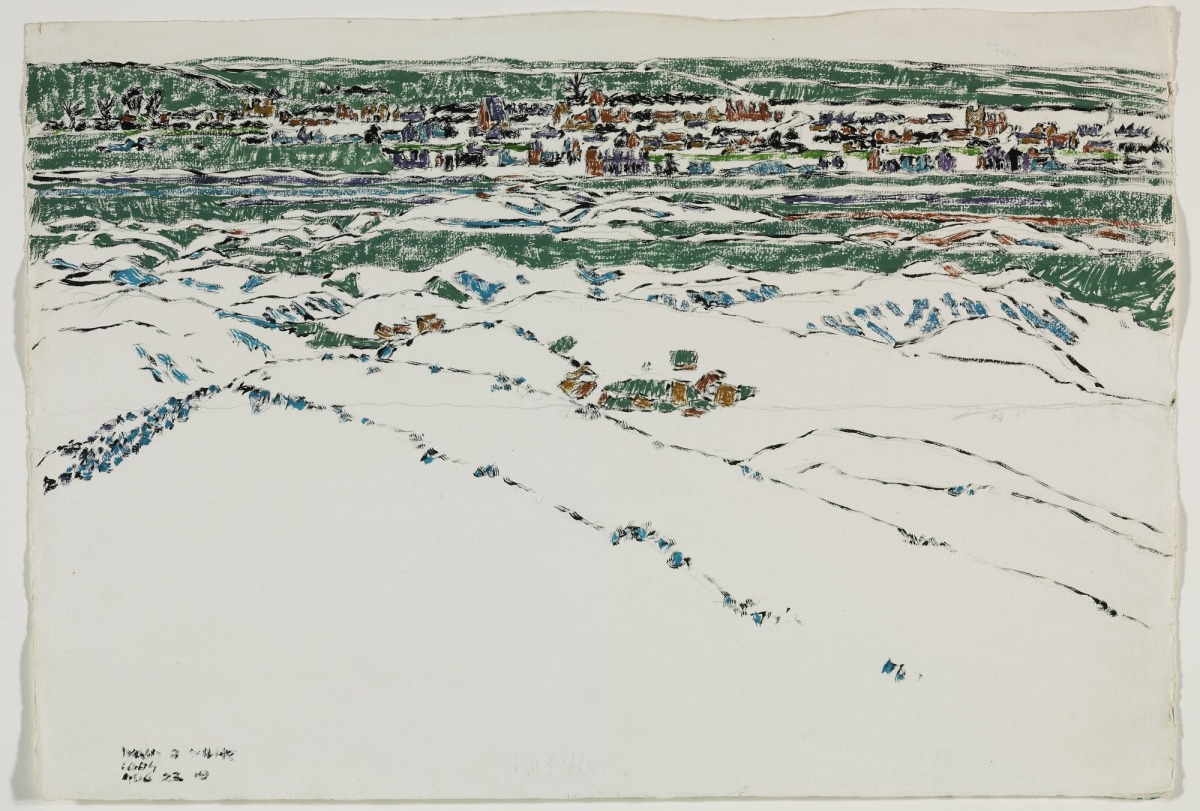
Le paysage de la côte 70, vu depuis les tranchées alliées, par David Milne en 1917.

- Déclenchement de l'attaque de diversion contre la cote 70, dans le cadre de l'offensive alliée dans les Flandres. cette opération est marquée par l'emploi massif de gaz de combat par les Alliés[14].
- Bataille de Drie Grachten, mettant aux prises les unités belges et allemandes dans les Flandres[15].
- Arrivée à Pékin du détachement austro-hongrois déployé à Tien-Tsin : ils ont été pris en charge par le consul néerlandais, conformément aux accords sino-austro-hongrois négociés la veille[12].

### 16 août
- Succès de l’offensive franco-britannique dans les Flandres au nord d’Ypres[16].
- Arrivée à Pékin du commandant austro-hongrois chargé du détachement de l'armée commune en Chine : il est rapatrié dans une voiture du consulat néerlandais, conformément aux accords sino-austro-hongrois négociés le 14 août. Ce rapatriement marque la fin de la présence austro-hongroise en Chine[12].
- Conférence de Londres : devant les fonctionnaires du Foreign Office, Étienne Clémentel, ministre du commerce du gouvernement présidé par Alexandre Ribot, propose un contrôle du commerce des matières premières nécessaires à l'effort de guerre, afin de ruiner l'industrie allemande[17]

### 17 août
- Georg Michaelis, chancelier du Reich, adresse à Ottokar Czernin, ministre austro-hongrois des affaires étrangères, un courrier dressant le procès-verbal de la conférence réunie à Berlin le 14 août[18].

### 18 août

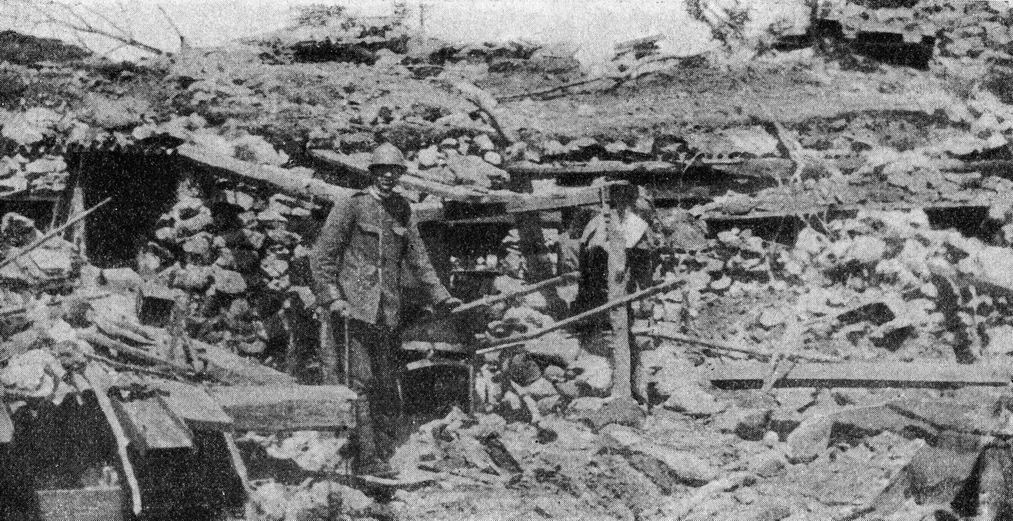
Un soldat italien posant dans une tranchée austro-hongroise conquise au mois d'août 1917

- Lancement par les Italiens d'une nouvelle attaque italienne contre les positions austro-hongroises le long de l'Isonzo. Au terme de trois semaines de combat, le commandement italien met un terme à son offensive qui se révèle un simple succès tactique[8] ; les stratèges allemands estiment l'armée austro-hongroise incapable de faire face à un nouvel assaut, en dépit de son indéniable succès défensif[19].
- traité de Saint-Jean-de-Maurienne entre la France, le Royaume-Uni et l'Italie : les accords Sykes-Picot, entre la France et le Royaume-Uni sont acceptés par l'Italie ; au terme de ce nouveau partage, l'Italie bénéficie d'une influence renforcée en Anatolie, se voyant attribuer les vilayets d'Adana, d'Aydin et de Konya[20].

### 20 août
- Déclenchement des attaques françaises dans la région de Verdun : au terme de quatre journées de combat, l'armée française recouvre les positions abandonnées l'année précédente[16].
- Début des opérations de retrait préventif des unités russes déployées dans la région de Riga[21].

### 21 août

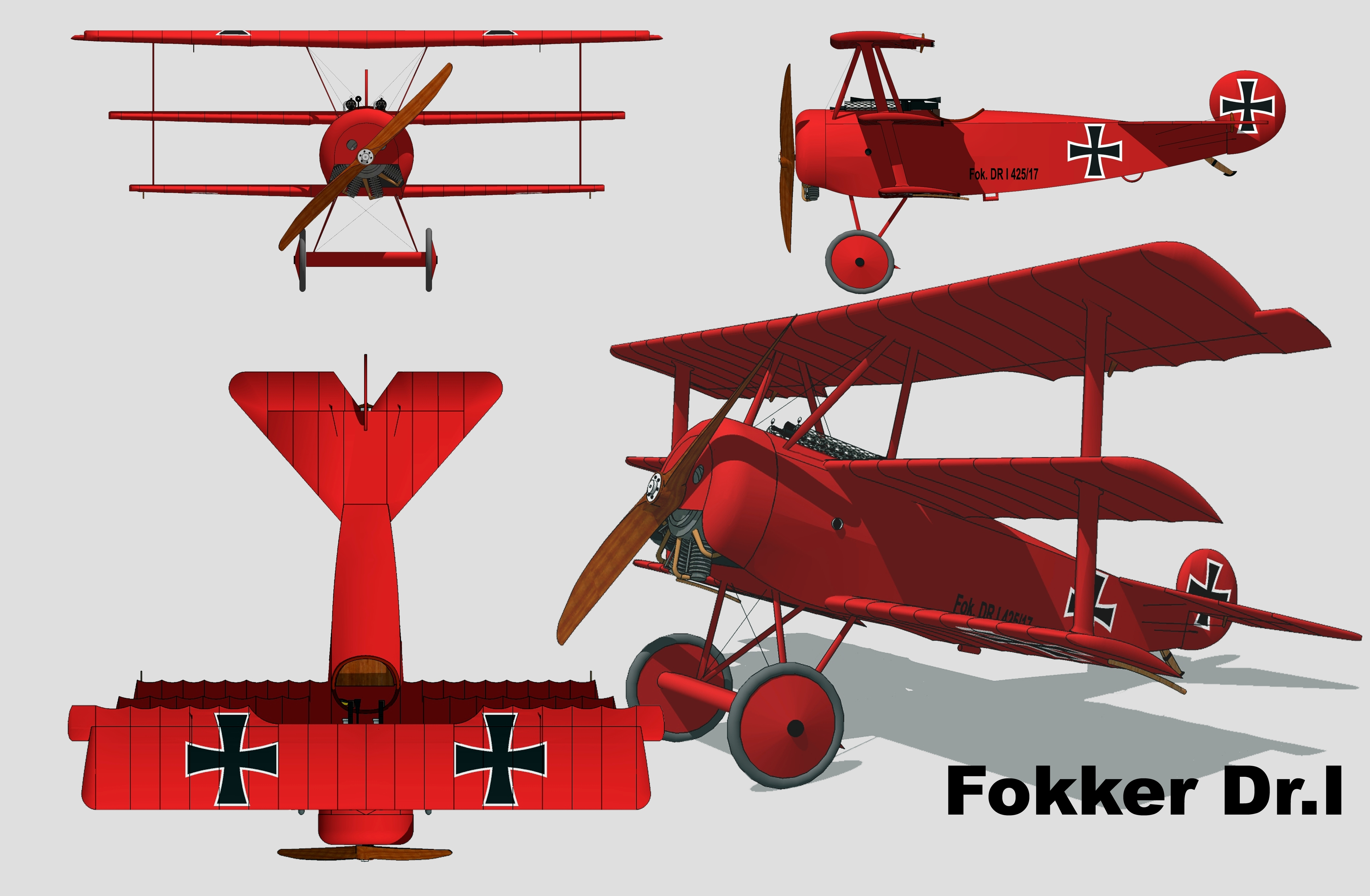
Le Fokker Dr1.

- Attaque belge contre les positions allemandes en Afrique de l'Est le long de la rivière Ruaha
- Mise en service du chasseur allemand Fokker Dr1. Premiers engagements de l'appareil dans la région de Cambrai.

### 23 août
- Dernier grand raid aérien allemand de jour sur le Royaume-Uni. Ce raid cause la perte de cinq des onze dirigeables engagés.
- Remise par le comte de Salis, représentant britannique auprès du Vatican, de la réponse de son gouvernement à la note pontificale du 1er août[22].

### 24 août
- Reconquête de la côte 304 par les Français lors de la seconde bataille de Verdun[16].

### 27 août
- Début des attaques alliées contre les positions bulgares en Macédoine, conformément aux décisions prises à Salonique le 8 août[23].

### 29 août
- Publication d'une note américaine en réponse à la note pontificale du 1er août : l'administration américaine affirme ne pas souhaiter traiter du rétablissement de la paix en Europe avec le gouvernement impérial, tout en répondant de façon évasive sur les aspects territoriaux[22].
- Au Canada, adoption de la loi des élections en temps de guerre : les citoyens nés dans un pays ennemi et naturalisés après le 31 mars 1902 perdent le droit de vote et ne peuvent plus se présenter aux élections[24].

### 30 août

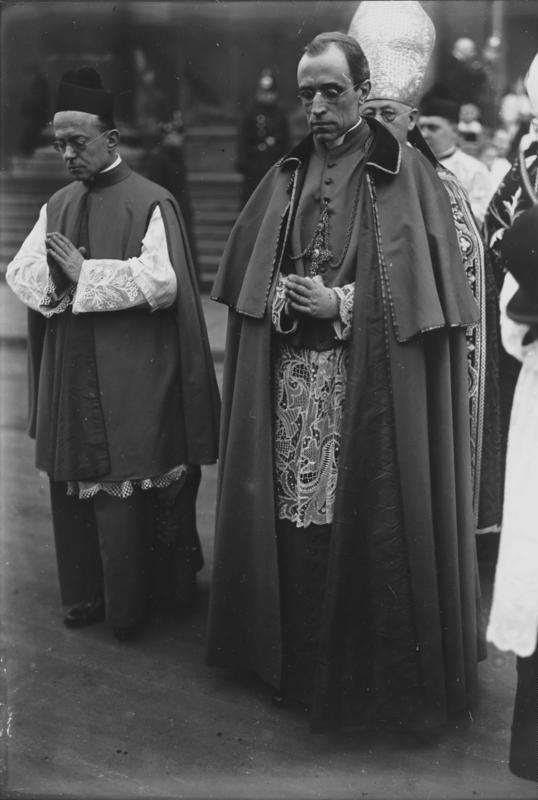
Eugenio Pacelli, nonce à Munich, remet au chancelier allemand la réponse britannique à la note pontificale (photographie datée avant 1925)

- Remise par le nonce à Munich, Eugenio Pacelli, au chancelier allemand Georg Michaelis, de la réponse britannique à la note pontificale du 1er août[25].